# Tuc de Cuenques
El Tuc de Cuenques és una muntanya de 2.263 metres que es troba al municipi de Vielha e Mijaran, a la comarca de la Vall d'Aran.